# El Eco (película de 2023)
El eco es un documental mexicano del 2023 escrito y dirigido por Tatiana Huezo, enfocado en un grupo de niños en una zona remota en Puebla, quienes se enfocan en cuidar de los abuelos y las ovejas. La película tuvo su estreno en el Festival Internacional de Cine de Berlín, Festival de Cine de Morelia, y la 74° Muestra Internacional de Cine de la Cineteca Nacional,y ganó 3 Premios Ariel de sus 7 nominaciones, incluyendo Mejor Documental.

## Argumento
En El Eco, un remoto valle en el estado de Puebla, México, un grupo de niños cuida de las ovejas y sus abuelos. Mientras el invierno y la sequía azotan el lugar, ellos aprenden sobre la muerte, el trabajo y el amor de los actos, palabras y silencios de sus padres.

## Producción
La película, realizada con el apoyo del Consejo Nacional de Fomento Educativo (CONAFE), tomó 4 años de producción, con un rodaje intermitente de 18 meses. Huezo usó las fronteras entre el documental y la ficción al establecer encuadres que muestran los gestos cotidianos de las infancias y sus familias, así como los elementos naturales que les rodean.

## Premios y reconocimientos
| Año  | Premio                                         | Categoría                                                      | Nominación                                                          | Resultado |
| ---- | ---------------------------------------------- | -------------------------------------------------------------- | ------------------------------------------------------------------- | --------- |
| 2024 | Premios Ariel                                  | Mejor Película                                                 | El eco                                                              | Nominada  |
| 2024 | Premios Ariel                                  | Mejor Dirección                                                | Tatiana Huezo                                                       | Nominada  |
| 2024 | Premios Ariel                                  | Mejor Largomentraje Documental                                 | El eco                                                              | Ganadora  |
| 2024 | Premios Ariel                                  | Mejor Música Compuesta para Cine                               | Leonardo Heiblum                                                    | Ganador   |
| 2024 | Premios Ariel                                  | Mejor Fotografía                                               | Ernesto Pardo                                                       | Ganadora  |
| 2024 | Premios Ariel                                  | Mejor Edición                                                  | Lucrecia Gutiérrez y Tatiana Huezo                                  | Nominada  |
| 2024 | Premios Ariel                                  | Mejor Sonido                                                   | Martin de Torcy, Jaime Baksht, Michelle Couttolenc y Lena Esquenazi | Nominada  |
| 2024 | Festival Internacional de Cine de Palm Springs | Mejor Documental                                               | Tatiana Huezo                                                       | Ganadora  |
| 2024 | Festival Internacional de Cine de Palm Springs | Mejor Película Iberoamericana                                  | Tatiana Huezo                                                       | Nominada  |
| 2024 | Festival de Cine de Luxemburgo                 | Premio Documental                                              | Tatiana Huezo                                                       | Nominada  |
| 2023 | Festival Internacional de Cine de Berlín       | Mejor Documental                                               | El eco                                                              | Ganadora  |
| 2023 | Festival Internacional de Cine de Berlín       | Premio Encuentros - Mejor Dirección                            | Tatiana Huezo                                                       | Ganadora  |
| 2023 | Festival Internacional de Cine de Berlín       | Premio Encuentros                                              | El eco                                                              | Nominada  |
| 2023 | Festival Internacional de Cine de Chicago      | Mejor Documental                                               | El eco                                                              | Ganadora  |
| 2023 | Festival Internacional de Cine de Morelia      | Ojo a Mejor largometraje documental mexicano                   | El eco                                                              | Ganadora  |
| 2023 | Festival Internacional de Cine de Morelia      | Premio del público a largometraje documental mexicano          | El eco                                                              | Ganadora  |
| 2023 | Festival Internacional de Cine de Morelia      | Premio a mejor largometraje documental realizado por una mujer | El eco                                                              | Ganadora  |